# انتقام یک سرباز
انتقام یک سرباز (به انگلیسی: A Soldier's Revenge) فیلمی محصول سال ۲۰۲۰ و به کارگردانی جیمی جانوپلیس است. در این فیلم بازیگرانی همچون نیال بلدوسه، راب مایز، آنالین مک‌کرد، وال کیلمر، مایکل بوون، مایکل ولچ و جیمز روسو ایفای نقش کرده‌اند.